# ぱてぃお大門

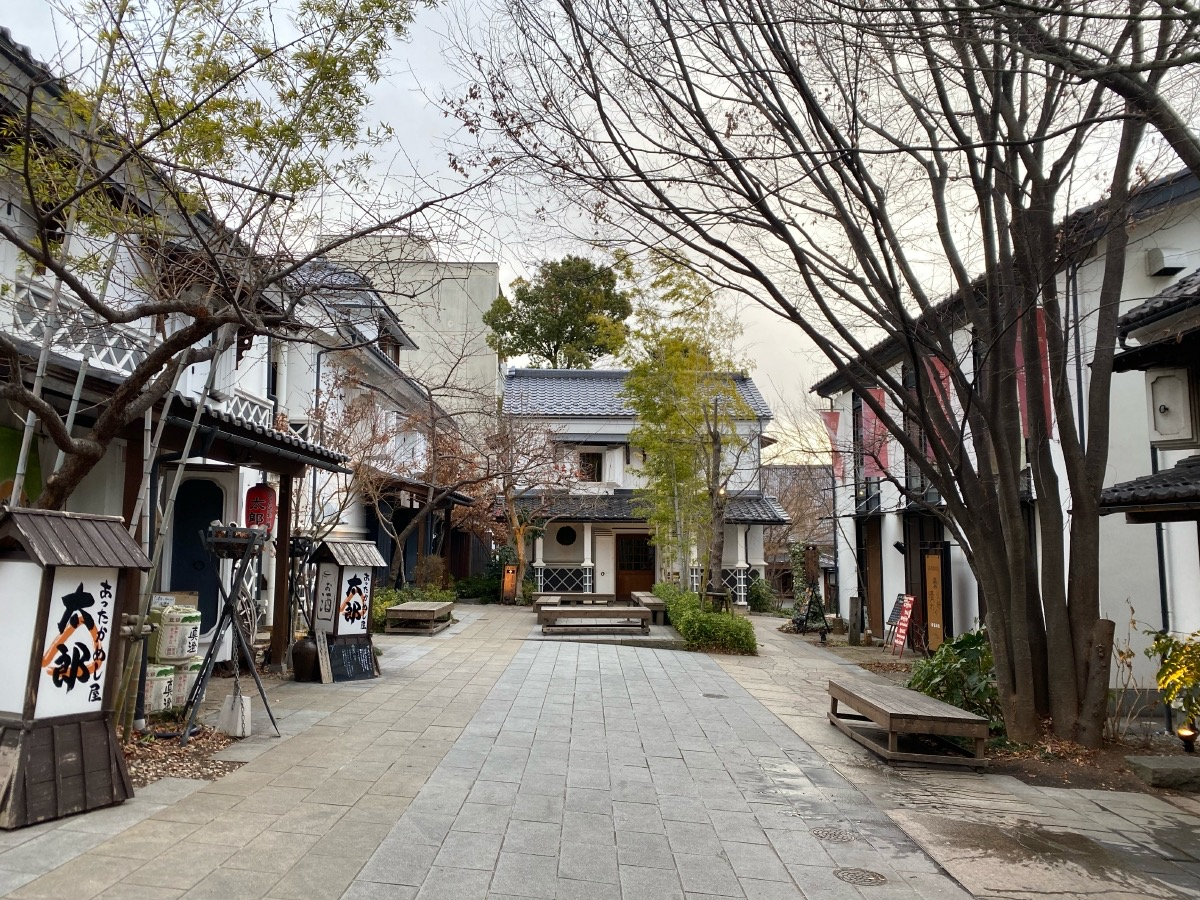
ぱてぃお大門内にある石畳が敷かれた中庭「蔵楽庭」（くらにわ）

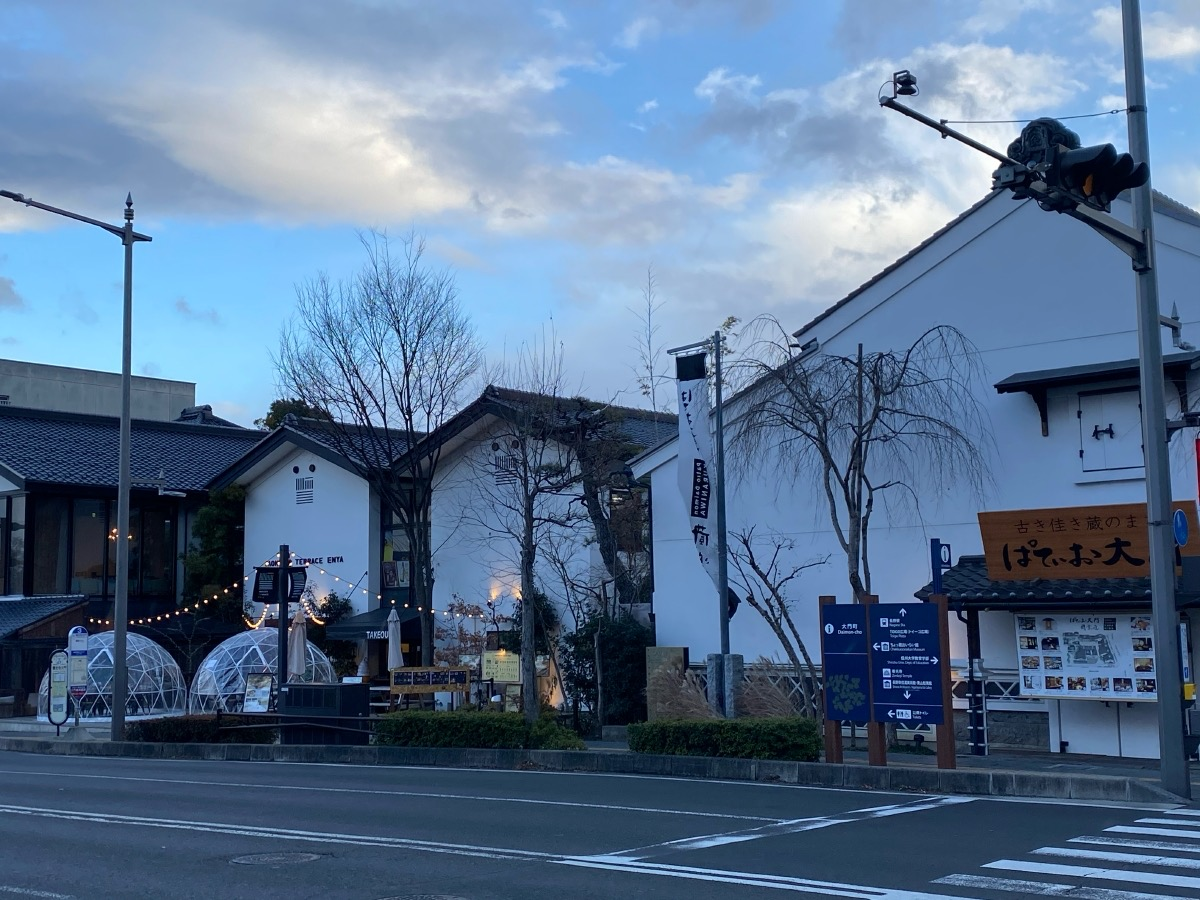
北側の交差点から見た外観

ぱてぃお大門（ぱてぃおだいもん）は、長野県長野市大門町に位置する物販、飲食を中心とした観光商業施設である。

## 概要
ぱてぃお大門のある「大門町（だいもんちょう）」は善光寺の門前に位置し、北国街道からの多くの参拝客で賑わう宿場町であった。そこには紙、下駄、金物問屋などが建ち並ぶ一角もあったが、時代とともにかつての面影はなくなっていた。
平成13年6月、空店舗の一つが売却されるという情報がきっかけで住民有志の組織である(有)長野大門会館がこの土地を取得する。「この土地の奥や隣接地には数棟の土蔵や三階建の楼閣がある。取得した土地を中庭（ぱてぃお）化して隣接地まで回遊できるようにすれば、これまで誰も見たことのない空間になる」と彼らが考えた時、この「ぱてぃお大門」構想が誕生し、その後は「空家屋の活用による商店街の活性化」「善光寺観光の拡域化を支える新しい魅力拠点の形成」を目的にした事業計画がTMO構想の認定を受け、中心市街地商店街等リノベーション補助金を活用して改修計画がスタートした。平成15年9月に事業主体が(有)大門会館からＴＭＯ組織（まちづくり長野）に移管され建設事業が本格化し、平成17年11月にグランドオープンの運びとなる。 歴史的資産を活用しながら修景し、中庭（パティオ）を核としたテナントミックスによる新しい商業施設群として誕生したこの「ぱてぃお大門蔵楽庭」である。オープン初日には１万人が訪れ、1ヶ月あたり約2000人、売上高約215万円と順調な滑り出しをみせた。

## 店舗名一覧
- かんてんぱぱショップ ぱてぃお大門店
- THE TREAT DRESSING
- おやき村長野分村　大門店
- 四季食彩 YAMABUK
- カフェ＋まち案内 えんがわ
- 夏至
- MONZEN TERRACE ENYA
- あったかめし屋太郎
- Oldies Bar マイライフ
- 森乃珈琲店 曇り時々晴れ
- 日本料理 旬花
- 酒蔵 ぱてぃお大門店
- イタリアン・フレンチ リストランチ カンパネッラ
- 西洋料理店 もりたろう
- 無心庵

## アクセス
- 信越本線長野駅善光寺口1番乗り場よりアルピコ交通（長野支社）10系統「善光寺」行き、11系統「宇木」行き、16系統、17系統「若槻西条」行きのいずれかに乗り、「善光寺大門」バス停下車（150円）。
- 長野電鉄長野線権堂駅下車。西に700m。徒歩約10分。
- 長野駅善光寺口を出て、長野中央通りを北に1.5km。徒歩約25分。

## 関連文献
- 「特集関連スポット 長野TMOによる中心市街地活性化の取り組み」『月刊レジャー産業資料② 』 第32巻第2号 通巻473号、綜合ユニコム株式会社、2006年。